# Kościół karmelitów w Duisburgu

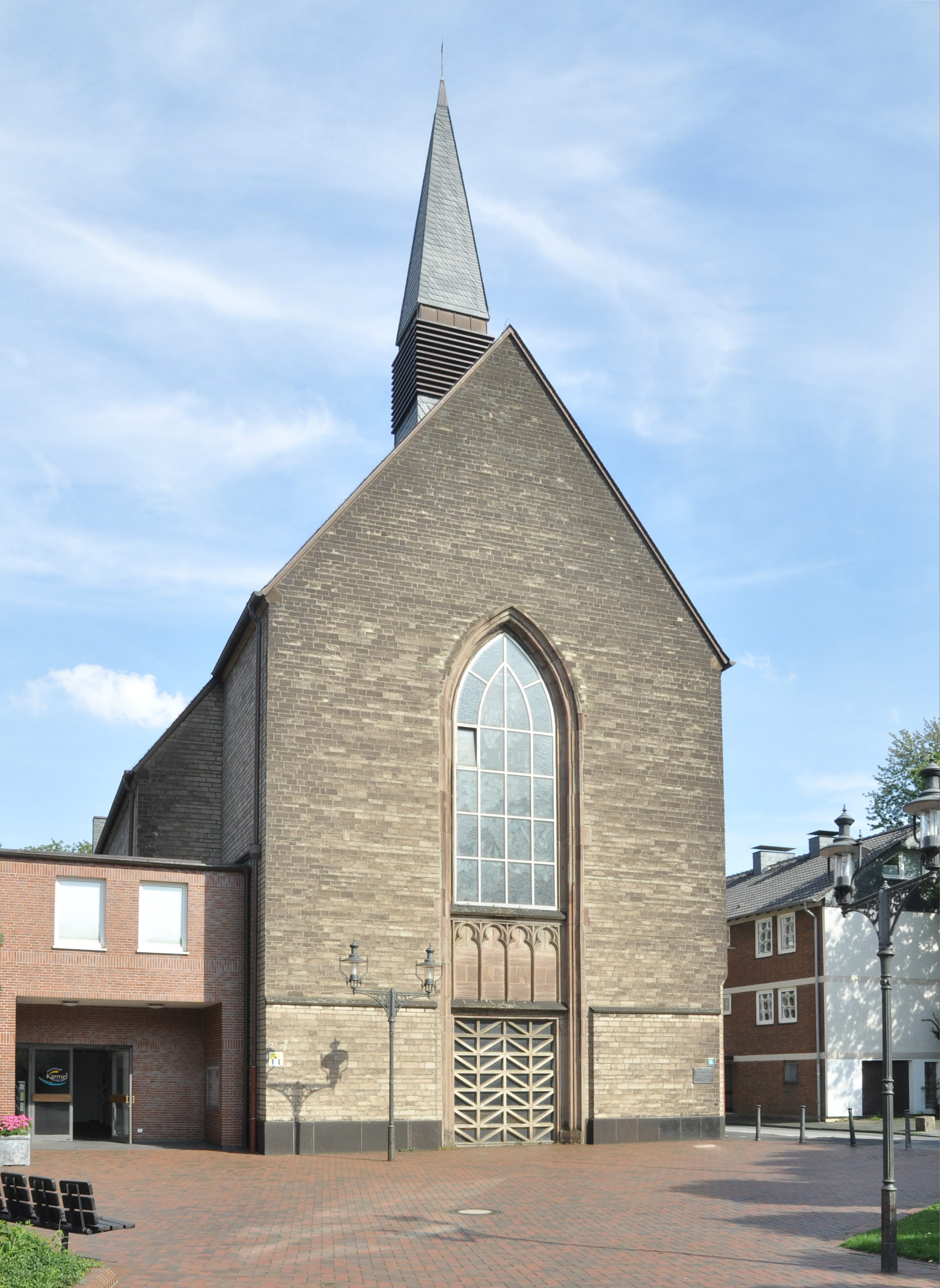
Kościół Karmelitów w Duisburgu

Kościół Karmelitów w Duisburgu (niem. Karmelkirche) – rzymskokatolicki kościół karmelitów, powstał po II wojnie światowej na fundamentach dawnego kościoła Minorytów.

## Historia
Grunt do budowy klasztoru i kościoła w północnej części Kościoła Najświętszego Zbawiciela w Duisburgu (niem. Salvatorkirche) Minoryci otrzymali w 1265 przez hrabiów Limburga w prezencie. Kościół klasztorny został zbudowany ok. 1272-1315 jako podłużny, pokryty płasko budynek hali, ze sklepionym prezbiterium.
W 1896 nastąpiło włączenie pierwotnego, średniowiecznego „Długiegiego domu” jako południowej nawy bocznej w rozszerzeniu neogotyckim, Kościół Matki Bożej (niem. Liebfrauenkirche), który po zniszczeniu podczas II wojny światowej został ponownie odbudowany. Zamiast zniszczonego podczas wojny byłego kościoła Minorytów, kościół karmelitów został odbudowany na nowo, na „sugestię” biskupa, Franza Hensbacha (1959-1961) dla zakonu karmelitów. Niezniszczone części wczesnogotyckiej konstrukcji zostały zachowane i uwzględnione w odbudowie kościoła. Było to sklepienie prezbiterium z dwóch cewek, 5/8 końca i dużego, ostrego łuku w ścianie zachodniej, w której wcześniej, w podwójnym portalu z czteroczęściową maskownicą i trzyczęściowym wzorem na oknach, maswerkiem razem złączone.
W 2002 karmelici opuścili klasztor z przyczyn dezaktualizacji.

## Matka dobrych rad

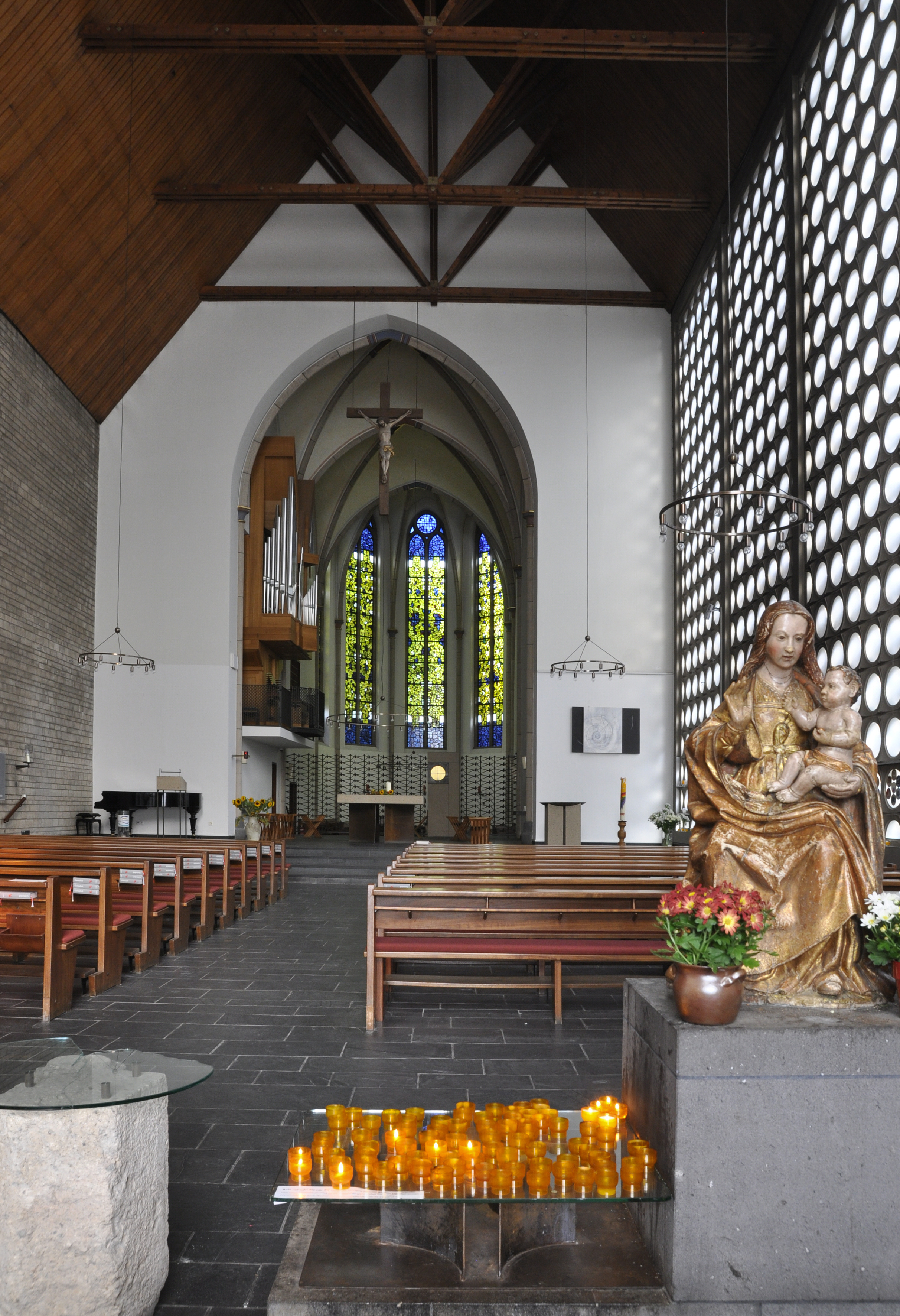
Wnętrze kościoła karmelitów w Duisburgu, z tyłu stoi posąg „Matki dobrych rad”

W kościele znajduje się figura Madonny z dzieciątkiem, która zachowała się z czasów baroku, z XVI wieku. Codziennie przychodzą wierni, żeby się jej poradzić, albo po prostu przy niej posiedzieć, żeby odzyskać wewnętrzny spokój.  